# لیگ جهانی والیبال ۲۰۰۷
لیگ جهانی والیبال ۲۰۰۷ هجدهمین دوره از رقابت‌های لیگ جهانی می‌باشد که از ۲۵ مه تا ۱۵ ژوئیه و با شرکت ۱۶ تیم برگزار شد. دور نهایی این دوره در کاتوویتسه، لهستان برگزار شد و برزیل برای هفتمین بار قهرمان شد.

## گروه‌بندی
| گلدان A                             | گلدان B                                       | گلدان C                      | گلدان D                             |
| ----------------------------------- | --------------------------------------------- | ---------------------------- | ----------------------------------- |
| برزیل · کانادا · کرهٔ جنوبی · فنلاند | فرانسه · ایالات متحده آمریکا · ژاپن · ایتالیا | روسیه · کوبا · مصر · صربستان | بلغارستان · آرژانتین · چین · لهستان |

## دور نخست
|  | واجد شرایط برای حضور در دور نهایی                            |
|  | واجد شرایط برای حضور در دور نهایی به عنوان میزبان            |
|  | واجد شرایط برای حضور در دور نهایی به عنوان دارندهٔ وایلد کارت |

### گروه A
| رتبه | تیم       | امتیازات | برد | باخت | امتیاز برده | امتیاز باخته | میانگین | دست برده | دست باخته | میانگین |
| ---- | --------- | -------- | --- | ---- | ----------- | ------------ | ------- | -------- | --------- | ------- |
| ۱    | برزیل     | ۲۴       | ۱۲  | ۰    | ۱٬۰۰۸       | ۸۲۶          | ۱٫۲۲۰   | ۳۶       | ۵         | ۷٫۲۰۰   |
| ۲    | فنلاند    | ۱۹       | ۷   | ۵    | ۱٬۰۴۳       | ۱٬۰۲۵        | ۱٫۰۱۸   | ۲۴       | ۲۲        | ۱٫۰۹۱   |
| ۳    | کرهٔ جنوبی | ۱۵       | ۳   | ۹    | ۹۶۲         | ۱٬۰۶۵        | ۰٫۹۰۳   | ۱۷       | ۲۸        | ۰٫۶۰۷   |
| ۴    | کانادا    | ۱۴       | ۲   | ۱۰   | ۹۱۳         | ۱٬۰۱۰        | ۰٫۹۰۴   | ۱۰       | ۳۲        | ۰٫۳۱۳   |

۲۵ مه ۲۰۰۷
|  | کانادا | ۳–۱ | فنلاند | ۱۸–۲۵، ۲۵–۲۰، ۲۸–۲۶، ۲۵–۱۸ |

۲۶ مه ۲۰۰۷
|  | کرهٔ جنوبی | ۰–۳ | برزیل  | ۱۷–۲۵، ۲۳–۲۵، ۲۶–۲۸        |
|  | کانادا    | ۱–۳ | فنلاند | ۲۵–۱۹، ۲۲–۲۵، ۲۴–۲۶، ۱۹–۲۵ |

۲۷ مه ۲۰۰۷
|  | کرهٔ جنوبی | ۲–۳ | برزیل | ۲۵–۲۳، ۱۹–۲۵، ۲۹–۲۷، ۲۳–۲۵، ۱۵–۱۷ |

۱ ژوئن ۲۰۰۷
|  | برزیل | ۳–۱ | فنلاند | ۲۵–۱۷، ۲۵–۱۴، ۲۰–۲۵، ۲۵–۱۹ |

۲ ژوئن ۲۰۰۷
|  | کرهٔ جنوبی | ۳–۱ | کانادا | ۲۶–۲۴، ۲۶–۲۴، ۲۰–۲۵، ۲۵٬۲۳ |
|  | برزیل     | ۳–۰ | فنلاند | ۲۵–۱۵، ۲۵–۱۹، ۲۵–۲۰        |

۳ ژوئن ۲۰۰۷
|  | کرهٔ جنوبی | ۳–۰ | کانادا | ۲۵–۱۹، ۲۵–۲۳، ۲۵–۱۹ |

۸ ژوئن ۲۰۰۷
|  | برزیل  | ۳–۰ | کرهٔ جنوبی | ۲۵–۱۹، ۲۵–۱۶، ۲۵–۱۵ |
|  | فنلاند | ۳–۰ | کانادا    | ۲۵–۲۳، ۲۵–۱۵، ۲۵–۱۸ |

۹ ژوئن ۲۰۰۷
|  | برزیل  | ۳–۰ | کرهٔ جنوبی | ۲۵–۲۲، ۲۵–۱۹، ۲۵–۱۴        |
|  | فنلاند | ۳–۱ | کانادا    | ۲۶–۲۴، ۲۴–۲۶، ۲۵–۱۸، ۲۵–۲۳ |

۱۵ ژوئن ۲۰۰۷
|  | برزیل  | ۳–۰ | کانادا    | ۲۵–۲۱، ۲۵–۲۰، ۲۵–۱۳        |
|  | فنلاند | ۳–۱ | کرهٔ جنوبی | ۲۵–۲۲، ۲۶–۲۴، ۲۲–۲۵، ۲۵–۱۹ |

۱۶ ژوئن ۲۰۰۷
|  | برزیل  | ۳–۱ | کانادا    | ۲۵–۱۴، ۲۰–۲۵، ۲۵–۲۲، ۲۵–۱۸ |
|  | فنلاند | ۳–۱ | کرهٔ جنوبی | ۲۲–۲۵، ۲۵–۱۹، ۲۵–۲۲، ۲۵–۱۷ |

۲۲ ژوئن ۲۰۰۷
|  | کانادا | ۰–۳ | برزیل | ۱۸–۲۵، ۲۳–۲۵، ۲۱–۲۵ |

۲۳ ژوئن ۲۰۰۷
|  | کرهٔ جنوبی | ۱–۳ | فنلاند | ۱۶–۲۵، ۱۹–۲۵، ۲۶–۲۴، ۱۴–۲۵ |
|  | کانادا    | ۰–۳ | برزیل  | ۲۳–۲۵، ۲۲–۲۵، ۲۲–۲۵        |

۲۴ ژوئن ۲۰۰۷
|  | کرهٔ جنوبی | ۲–۳ | فنلاند | ۲۵–۲۱، ۲۰–۲۵، ۲۵–۲۲، ۱۹–۲۵، ۱۲–۱۵ |

۲۹ ژوئن ۲۰۰۷
|  | فنلاند | ۰–۳ | برزیل     | ۲۱–۲۵، ۲۲–۲۵، ۲۳–۲۵        |
|  | کانادا | ۳–۱ | کرهٔ جنوبی | ۲۵–۱۹، ۲۱–۲۵، ۲۵–۲۱، ۲۵–۱۹ |

۳۰ ژوئن ۲۰۰۷
|  | فنلاند | ۱–۳ | برزیل     | ۲۰–۲۵، ۲۵–۲۳، ۲۱–۲۵، ۲۱–۲۵ |
|  | کانادا | ۰–۳ | کرهٔ جنوبی | ۲۰–۲۵، ۲۲–۲۵، ۲۳–۲۵        |

### گروه B
| رتبه | تیم                 | امتیازات | برد | باخت | امتیاز برده | امتیاز باخته | میانگین | دست برده | دست باخته | میانگین |
| ---- | ------------------- | -------- | --- | ---- | ----------- | ------------ | ------- | -------- | --------- | ------- |
| ۱    | ایالات متحده آمریکا | ۲۲       | ۱۰  | ۲    | ۱٬۱۱۰       | ۱٬۰۰۳        | ۱٫۱۰۷   | ۳۳       | ۱۲        | ۲٫۷۵۰   |
| ۲    | فرانسه              | ۱۹       | ۷   | ۵    | ۱٬۱۵۶       | ۱٬۱۲۵        | ۱٫۰۲۸   | ۲۸       | ۲۳        | ۱٫۲۱۷   |
| ۳    | ایتالیا             | ۱۶       | ۴   | ۸    | ۱٬۰۹۷       | ۱٬۱۵۲        | ۰٫۹۵۲   | ۱۹       | ۳۰        | ۰٫۶۳۳   |
| ۴    | ژاپن                | ۱۵       | ۳   | ۹    | ۱٬۰۴۸       | ۱٬۱۳۱        | ۰٫۹۲۷   | ۱۷       | ۳۲        | ۰٫۵۳۱   |

۲۶ مه ۲۰۰۷
|  | ایالات متحده آمریکا | ۲–۳ | فرانسه | ۲۵–۱۳، ۱۹–۲۵، ۱۷–۲۵، ۲۶–۲۴، ۱۳–۱۵ |

۲۷ مه ۲۰۰۷
|  | ایالات متحده آمریکا | ۳–۱ | فرانسه | ۲۵–۲۲، ۲۵–۲۲، ۲۲–۲۵، ۲۵–۲۰ |

۱ ژوئن ۲۰۰۷
|  | ایتالیا             | ۳–۲ | فرانسه | ۲۵–۲۰، ۲۵–۲۰، ۲۲–۲۵، ۱۵–۲۵، ۱۷–۱۵ |
|  | ایالات متحده آمریکا | ۳–۱ | ژاپن   | ۲۵–۱۷، ۲۳–۲۵، ۲۷–۲۵، ۲۵–۱۹        |

۲ ژوئن ۲۰۰۷
|  | ایالات متحده آمریکا | ۳–۱ | ژاپن | ۲۰–۲۵، ۲۵–۲۲، ۲۵–۲۲، ۲۵–۱۸ |

۳ ژوئن ۲۰۰۷
|  | ایتالیا | ۰–۳ | فرانسه | ۲۰–۲۵، ۲۳–۲۵، ۲۶–۲۸ |

۸ ژوئن ۲۰۰۷
|  | فرانسه | ۳–۱ | ایالات متحده آمریکا | ۲۵–۲۲، ۱۹–۲۵، ۳۸–۳۶، ۲۵–۱۸ |

۹ ژوئن ۲۰۰۷
|  | ژاپن   | ۱–۳ | ایتالیا             | ۲۵–۱۷، ۱۸–۲۵، ۲۰–۲۵، ۲۱–۲۵ |
|  | فرانسه | ۱–۳ | ایالات متحده آمریکا | ۲۵–۲۲، ۲۷–۲۹، ۲۳–۲۵، ۲۱–۲۵ |

۱۰ ژوئن ۲۰۰۷
|  | ژاپن | ۳–۲ | ایتالیا | ۲۶–۲۴، ۲۵–۲۲، ۲۲–۲۵، ۳۱–۳۳، ۱۵–۱۳ |

۱۵ ژوئن ۲۰۰۷
|  | ایالات متحده آمریکا | ۳–۱ | ایتالیا | ۲۵–۲۱، ۲۵–۲۱، ۲۵–۲۷، ۲۹–۲۷ |

۱۶ ژوئن ۲۰۰۷
|  | فرانسه              | ۳–۰ | ژاپن    | ۲۵–۱۹، ۲۵–۲۲، ۲۵–۲۰ |
|  | ایالات متحده آمریکا | ۳–۰ | ایتالیا | ۲۵–۱۹، ۳۰–۲۸، ۲۵–۲۳ |

۱۷ ژوئن ۲۰۰۷
|  | فرانسه | ۳–۲ | ژاپن | ۲۵–۱۳، ۲۵–۱۹، ۲۲–۲۵، ۲۰–۲۵، ۱۵–۱۲ |

۲۲ ژوئن ۲۰۰۷
|  | فرانسه | ۲–۳ | ایتالیا | ۲۵–۲۳، ۱۸–۲۵، ۱۹–۲۵، ۲۵–۲۳، ۱۷–۱۹ |

۲۳ ژوئن ۲۰۰۷
|  | ژاپن   | ۰–۳ | ایالات متحده آمریکا | ۱۷–۲۵، ۲۳–۲۵، ۱۵–۲۵        |
|  | فرانسه | ۳–۱ | ایتالیا             | ۲۵–۲۳، ۲۵–۲۰، ۲۵–۲۷، ۲۵–۱۷ |

۲۴ ژوئن ۲۰۰۷
|  | ژاپن | ۰–۳ | ایالات متحده آمریکا | ۲۳–۲۵، ۲۲–۲۵، ۲۲–۲۵ |

۲۹ ژوئن ۲۰۰۷
|  | ایتالیا | ۱–۳ | ایالات متحده آمریکا | ۱۸–۲۵، ۲۵–۲۳، ۱۶–۲۵، ۲۹–۳۱ |

۳۰ ژوئن ۲۰۰۷
|  | ژاپن | ۲–۳ | فرانسه | ۲۶–۲۴، ۲۵–۱۹، ۱۹–۲۵، ۲۴–۲۶، ۱۱–۱۵ |

۱ ژوئیه ۲۰۰۷
|  | ژاپن    | ۳–۱ | فرانسه              | 19-25, 25-20, 25-19 e ۲۵–۲۰ |
|  | ایتالیا | ۰–۳ | ایالات متحده آمریکا | ۲۸–۲۶، ۲۵–۲۱، ۲۵–۱۳         |

۶ ژوئیه ۲۰۰۷
|  | ایتالیا | ۲–۳ | ژاپن | ۲۱–۲۵، ۲۱–۲۵، ۲۵–۱۹، ۲۵–۲۳، ۱۱–۱۵ |

۸ ژوئیه ۲۰۰۷
|  | ایتالیا | ۳–۱ | ژاپن | ۲۵–۲۱، ۲۷–۲۵، ۲۲–۲۵، ۲۵–۱۸ |

### گروه C
| رتبه | تیم     | امتیازات | برد | باخت | امتیاز برده | امتیاز باخته | میانگین | دست برده | دست باخته | میانگین |
| ---- | ------- | -------- | --- | ---- | ----------- | ------------ | ------- | -------- | --------- | ------- |
| ۱    | روسیه   | ۲۲       | ۱۰  | ۲    | ۱٬۰۲۲       | ۸۹۸          | ۱٫۱۳۸   | ۳۱       | ۱۰        | ۳٫۱۰۰   |
| ۲    | کوبا    | ۱۹       | ۷   | ۵    | ۱٬۰۴۷       | ۹۹۰          | ۱٫۰۵۸   | ۲۶       | ۱۹        | ۱٫۳۶۸   |
| ۳    | صربستان | ۱۹       | ۷   | ۵    | ۹۶۸         | ۹۷۷          | ۰٫۹۹۱   | ۲۴       | ۱۸        | ۱٫۳۳۳   |
| ۴    | مصر     | ۱۲       | ۰   | ۱۲   | ۷۹۶         | ۹۶۸          | ۰٫۸۲۲   | ۲        | ۳۶        | ۰٫۰۵۶   |

۲۵ مه ۲۰۰۷
|  | کوبا | ۳–۱ | مصر | ۲۵–۱۷، ۲۵–۲۰، ۲۲–۲۵، ۲۵–۲۱ |

۲۶ مه ۲۰۰۷
|  | روسیه | ۳–۰ | صربستان | ۲۹–۲۷، ۲۵–۱۴، ۲۵–۲۱ |
|  | کوبا  | ۳–۰ | مصر     | ۲۵–۱۸، ۲۵–۲۲، ۲۵–۱۹ |

۲۷ مه ۲۰۰۷
|  | روسیه | ۳–۱ | صربستان | ۲۵–۲۱، ۲۵–۲۳، ۲۱–۲۵، ۳۰–۲۸ |

۱ ژوئن ۲۰۰۷
|  | صربستان | ۳–۰ | مصر   | ۲۵–۲۳، ۲۵–۱۹، ۳۲–۳۰               |
|  | کوبا    | ۲–۳ | روسیه | ۲۶–۲۴، ۲۳–۲۵، ۱۵–۲۵، ۲۵–۲۰، ۱۳–۱۵ |

۲ ژوئن ۲۰۰۷
|  | صربستان | ۳–۰ | مصر   | ۲۸–۲۶، ۲۵–۲۰، ۲۵–۲۲        |
|  | کوبا    | ۳–۱ | روسیه | ۲۷–۲۵، ۲۵–۱۹، ۲۱–۲۵، ۳۰–۲۸ |

۸ ژوئن ۲۰۰۷
|  | مصر  | ۰–۳ | روسیه   | ۱۵–۲۵، ۳۴–۳۶، ۱۹–۲۵               |
|  | کوبا | ۳–۲ | صربستان | ۲۵–۱۹، ۲۲–۲۵، ۲۸–۳۰، ۲۵–۱۷، ۱۵–۱۲ |

۹ ژوئن ۲۰۰۷
|  | کوبا | ۱–۳ | صربستان | ۲۳–۲۵، ۲۳–۲۵، ۳۲–۳۰، ۲۱–۲۵ |

۱۰ ژوئن ۲۰۰۷
|  | مصر | ۰–۳ | روسیه | ۱۹–۲۵، ۲۲–۲۵، ۲۲–۲۵ |

۱۶ ژوئن ۲۰۰۷
|  | روسیه   | ۳–۰ | مصر  | ۲۵–۱۹، ۲۵–۸، ۲۵–۱۵               |
|  | صربستان | ۳–۲ | کوبا | ۱۵–۲۵، ۱۸–۲۵، ۲۵–۱۹، ۲۷–۲۵، ۱۵–۶ |

۱۷ ژوئن ۲۰۰۷
|  | روسیه   | ۳–۱ | مصر  | ۲۴–۲۶، ۲۶–۲۴، ۲۵–۱۷، ۲۵–۲۲ |
|  | صربستان | ۰–۳ | کوبا | ۱۸–۲۵، ۱۶–۲۵، ۱۶–۲۵        |

۲۲ ژوئن ۲۰۰۷
|  | مصر | ۰–۳ | صربستان | ۲۲–۲۵، ۲۲–۲۵، ۱۸–۲۵ |

۲۳ ژوئن ۲۰۰۷
|  | روسیه | ۳–۰ | کوبا | ۲۶–۲۴، ۳۰–۲۸، ۲۵–۱۵ |

۲۴ ژوئن ۲۰۰۷
|  | روسیه | ۳–۰ | کوبا    | ۲۵–۱۶، ۲۵–۲۱، ۲۹–۲۷ |
|  | مصر   | ۰–۳ | صربستان | ۲۳–۲۵، ۲۰–۲۵، ۲۳–۲۵ |

۲۹ ژوئن ۲۰۰۷
|  | مصر     | ۰–۳ | کوبا  | ۲۲–۲۵، ۲۰–۲۵، ۲۰–۲۵ |
|  | صربستان | ۰–۳ | روسیه | ۳۱–۳۳، ۲۳–۲۵، ۱۲–۲۵ |

۱ ژوئیه ۲۰۰۷
|  | مصر     | ۰–۳ | کوبا  | ۲۳–۲۵، ۱۷–۲۵، ۲۲–۲۵ |
|  | صربستان | ۳–۰ | روسیه | ۲۵–۲۲، ۲۵–۱۶، ۲۵–۱۹ |

### گروه D
| رتبه | تیم       | امتیازات | برد | باخت | امتیاز برده | امتیاز باخته | میانگین | دست برده | دست باخته | میانگین |
| ---- | --------- | -------- | --- | ---- | ----------- | ------------ | ------- | -------- | --------- | ------- |
| ۱    | لهستان    | ۲۴       | ۱۲  | ۰    | ۱٬۱۳۳       | ۹۹۵          | ۱٫۱۳۹   | ۳۶       | ۱۱        | ۳٫۲۷۳   |
| ۲    | بلغارستان | ۲۰       | ۸   | ۴    | ۱٬۰۱۳       | ۹۲۹          | ۱٫۰۹۰   | ۲۸       | ۱۵        | ۱٫۸۶۷   |
| ۳    | چین       | ۱۶       | ۴   | ۸    | ۱٬۰۰۷       | ۱٬۰۷۶        | ۰٫۹۳۶   | ۱۸       | ۲۹        | ۰٫۶۲۱   |
| ۴    | آرژانتین  | ۱۲       | ۰   | ۱۲   | ۹۱۳         | ۱٬۰۶۶        | ۰٫۸۵۶   | ۹        | ۳۶        | ۰٫۲۵۰   |

۲۵ مه ۲۰۰۷
|  | لهستان | ۳–۰ | چین | ۲۵–۲۰، ۲۵–۱۶، ۲۵–۲۱ |

۲۶ مه ۲۰۰۷
|  | لهستان    | ۳–۲ | چین      | ۲۴–۲۶، ۲۵–۲۰، ۲۳–۲۵، ۲۵–۱۶، ۱۵–۱۳ |
|  | بلغارستان | ۳–۰ | آرژانتین | ۲۵–۲۲، ۲۵–۲۱، ۲۵–۱۹               |

۲۷ مه ۲۰۰۷
|  | بلغارستان | ۳–۰ | آرژانتین | ۲۵–۱۴، ۲۵–۱۹، ۲۵–۲۳ |

۱ ژوئن ۲۰۰۷
|  | لهستان    | ۳–۱ | آرژانتین | ۲۳–۲۵، ۲۷–۲۵، ۲۵–۱۷، ۲۵–۲۳ |
|  | بلغارستان | ۳–۱ | چین      | ۲۵–۱۶، ۱۹–۲۵، ۲۵–۲۲، ۲۵–۱۷ |

۳ ژوئن ۲۰۰۷
|  | بلغارستان | ۳–۰ | چین      | ۲۵–۱۸، ۲۵–۱۶، ۲۵–۲۱ |
|  | لهستان    | ۳–۰ | آرژانتین | ۲۵–۱۶، ۲۵–۲۲، ۲۵–۱۸ |

۹ ژوئن ۲۰۰۷
|  | چین      | ۱–۳ | لهستان    | ۲۸–۲۶، ۱۴–۲۵، ۱۸–۲۵، ۱۷–۲۵        |
|  | آرژانتین | ۲–۳ | بلغارستان | ۲۵–۲۰، ۲۱–۲۵، ۲۵–۲۱، ۱۸–۲۵، ۱۳–۱۵ |

۱۰ ژوئن ۲۰۰۷
|  | چین      | ۲–۳ | لهستان    | ۲۵–۲۰، ۲۵–۱۹، ۲۰–۲۵، ۲۹–۳۱، ۱۴–۱۶ |
|  | آرژانتین | ۰–۳ | بلغارستان | ۱۹–۲۵، ۱۸–۲۵، ۱۳–۲۵               |

۱۶ ژوئن ۲۰۰۷
|  | چین      | ۰–۳ | بلغارستان | ۲۳–۲۵، ۲۴–۲۶، ۱۸–۲۵        |
|  | آرژانتین | ۱–۳ | لهستان    | ۲۹–۳۱، ۱۲–۲۵، ۲۵–۱۷، ۱۸–۲۵ |

۱۷ ژوئن ۲۰۰۷
|  | چین      | ۰–۳ | بلغارستان | ۲۲–۲۵، ۲۴–۲۶، ۲۷–۲۹ |
|  | آرژانتین | ۰–۳ | لهستان    | ۲۱–۲۵، ۲۳–۲۵، ۱۷–۲۵ |

۲۳ ژوئن ۲۰۰۷
|  | چین       | ۳–۰ | آرژانتین | ۲۵–۱۷، ۲۵–۱۷، ۲۵–۲۱        |
|  | بلغارستان | ۱–۳ | لهستان   | ۲۵–۲۱، ۱۹–۲۵، ۲۳–۲۵، ۲۳–۲۵ |

۲۴ ژوئن ۲۰۰۷
|  | چین       | ۳–۲ | آرژانتین | ۲۲–۲۵، ۲۵–۲۲، ۲۵–۱۹، ۲۳–۲۵، ۱۵–۱۱ |
|  | بلغارستان | ۱–۳ | لهستان   | ۲۳–۲۵، ۲۲–۲۵، ۲۵–۲۰، ۲۰–۲۵        |

۲۹ ژوئن ۲۰۰۷
|  | لهستان   | ۳–۱ | بلغارستان | ۲۲–۲۵، ۲۵–۲۳، ۲۵–۲۲، ۲۵–۱۶        |
|  | آرژانتین | ۲–۳ | چین       | ۲۰–۲۵، ۲۵–۱۶، ۲۵–۲۳، ۱۵–۲۵، ۱۳–۱۵ |

۳۰ ژوئن ۲۰۰۷
|  | لهستان | ۳–۱ | بلغارستان | ۲۳–۲۵، ۲۵–۲۰، ۲۵–۲۳، ۲۵–۲۳ |

۱ ژوئیه ۲۰۰۷
|  | آرژانتین | ۱–۳ | چین | ۲۵–۱۸، ۲۱–۲۵، ۲۶–۲۸، ۲۵–۲۷ |

## دور نهایی
- میزبان:  اسپودک، کاتوویتسه، لهستان
- تمامی زمان‌ها براساس ساعت تابستانی اروپای مرکزی (یوتی‌سی ۲:۰۰+) می‌باشد.

### بازی‌های گروهی
|  | واجد شرایط برای حضور در دور نیمه‌نهایی |

#### گروه E
|      |                     |          | مسابقات | مسابقات | ست‌ها | ست‌ها | ست‌ها  | امتیازها | امتیازها | امتیازها |
| رتبه | تیم                 | امتیازها | برد     | باخت    | برد  | باخت | نسبت  | برد      | باخت     | نسبت     |
| ---- | ------------------- | -------- | ------- | ------- | ---- | ---- | ----- | -------- | -------- | -------- |
| ۱    | لهستان              | ۴        | ۲       | ۰       | ۶    | ۲    | ۳٫۰۰۰ | ۲۰۴      | ۱۹۷      | ۱٫۰۳۶    |
| ۲    | ایالات متحده آمریکا | ۳        | ۱       | ۱       | ۳    | ۳    | ۱٫۰۰۰ | ۱۵۷      | ۱۵۳      | ۱٫۰۲۶    |
| ۳    | فرانسه              | ۲        | ۰       | ۲       | ۲    | ۶    | ۰٫۳۳۳ | ۱۸۵      | ۱۹۶      | ۰٫۹۴۴    |

| تاریخ    | ساعت  |        | امتیاز |                     | ست ۱  | ست ۲  | ست ۳  | ست ۴  | ست ۵  | مجموع   | گزارش |
| -------- | ----- | ------ | ------ | ------------------- | ----- | ----- | ----- | ----- | ----- | ------- | ----- |
| ۱۱ ژوئیه | ۲۰:۰۸ | لهستان | ۳–۲    | فرانسه              | ۳۸–۳۶ | ۱۹–۲۵ | ۲۱–۲۵ | ۲۵–۲۱ | ۱۵–۱۱ | ۱۱۸–۱۱۸ | P2 P3 |
| ۱۲ ژوئیه | ۲۰:۰۷ | فرانسه | ۰–۳    | ایالات متحده آمریکا | ۲۱–۲۵ | ۲۰–۲۵ | ۲۶–۲۸ |       |       | ۶۷–۷۸   | P2 P3 |
| ۱۳ ژوئیه | ۲۰:۰۷ | لهستان | ۳–۰    | ایالات متحده آمریکا | ۲۵–۲۲ | ۳۶–۳۴ | ۲۵–۲۳ |       |       | ۸۶–۷۹   | P2 P3 |

#### گروه F
|      |           |          | مسابقات | مسابقات | ست‌ها | ست‌ها | ست‌ها  | امتیازها | امتیازها | امتیازها |
| رتبه | تیم       | امتیازها | برد     | باخت    | برد  | باخت | نسبت  | برد      | باخت     | نسبت     |
| ---- | --------- | -------- | ------- | ------- | ---- | ---- | ----- | -------- | -------- | -------- |
| ۱    | روسیه     | ۳        | ۱       | ۱       | ۴    | ۳    | ۱٫۳۳۳ | ۱۶۷      | ۱۶۳      | ۱٫۰۲۵    |
| ۲    | برزیل     | ۳        | ۱       | ۱       | ۵    | ۴    | ۱٫۲۵۰ | ۲۰۳      | ۱۹۹      | ۱٫۰۲۰    |
| ۳    | بلغارستان | ۳        | ۱       | ۱       | ۳    | ۵    | ۰٫۶۰۰ | ۱۷۲      | ۱۸۰      | ۰٫۹۵۶    |

| تاریخ    | ساعت  |           | امتیاز |           | ست ۱  | ست ۲  | ست ۳  | ست ۴  | ست ۵  | مجموع   | گزارش |
| -------- | ----- | --------- | ------ | --------- | ----- | ----- | ----- | ----- | ----- | ------- | ----- |
| ۱۱ ژوئیه | ۱۷:۰۷ | برزیل     | ۲–۳    | بلغارستان | ۲۵–۲۱ | ۲۰–۲۵ | ۲۵–۲۱ | ۲۳–۲۵ | ۱۲–۱۵ | ۱۰۵–۱۰۷ | P2 P3 |
| ۱۲ ژوئیه | ۱۷:۰۷ | بلغارستان | ۰–۳    | روسیه     | ۲۳–۲۵ | ۲۱–۲۵ | ۲۱–۲۵ |       |       | ۶۵–۷۵   | P2 P3 |
| ۱۳ ژوئیه | ۱۷:۰۷ | روسیه     | ۱–۳    | برزیل     | ۲۵–۲۲ | ۲۳–۲۵ | ۲۰–۲۵ | ۲۴–۲۶ |       | ۹۲–۹۸   | P2 P3 |

### چهار نهایی
|  | نیمه‌نهایی           | نیمه‌نهایی |   |          | نهایی               | نهایی |  |
|  |                     |           |   |          |                     |       |  |
|  | ۱۴ ژوئیه            |           |   |          |                     |       |  |
|  | روسیه               | ۳         |   |          |                     |       |  |
|  | ایالات متحده آمریکا | ۱         |   |          |                     |       |  |
|  |                     |           |   |          |                     |       |  |
|  |                     |           |   |          | ۱۵ ژوئیه            |       |  |
|  |                     |           |   |          | روسیه               | ۱     |  |
|  |                     | برزیل     | ۳ |          |                     |       |  |
|  |                     |           |   |          |                     |       |  |
|  |                     |           |   |          |                     |       |  |
|  |                     |           |   |          | مکان سوم            |       |  |
|  | ۱۴ ژوئیه            | ۱۴ ژوئیه  |   | ۱۵ ژوئیه | ۱۵ ژوئیه            |       |  |
|  | لهستان              | ۱         |   | لهستان   | ۱                   |       |  |
|  | برزیل               | ۳         |   |          | ایالات متحده آمریکا | ۳     |  |

#### نیمه‌نهایی
| تاریخ    | ساعت  |        | امتیاز |                     | ست ۱  | ست ۲  | ست ۳  | ست ۴  | ست ۵ | مجموع | گزارش |
| -------- | ----- | ------ | ------ | ------------------- | ----- | ----- | ----- | ----- | ---- | ----- | ----- |
| ۱۴ ژوئیه | ۱۷:۰۷ | روسیه  | ۳–۱    | ایالات متحده آمریکا | ۲۵–۲۲ | ۱۷–۲۵ | ۲۵–۱۳ | ۲۵–۲۱ |      | ۹۲–۸۱ | P2 P3 |
| ۱۴ ژوئیه | ۲۰:۰۷ | لهستان | ۱–۳    | برزیل               | ۲۳–۲۵ | ۲۵–۲۳ | ۲۱–۲۵ | ۲۳–۲۵ |      | ۹۲–۹۸ | P2 P3 |

#### بازی مکان سوم
| تاریخ    | ساعت  |        | امتیاز |                     | ست ۱  | ست ۲  | ست ۳  | ست ۴  | ست ۵ | مجموع | گزارش |
| -------- | ----- | ------ | ------ | ------------------- | ----- | ----- | ----- | ----- | ---- | ----- | ----- |
| ۱۵ ژوئیه | ۱۷:۰۷ | لهستان | ۱–۳    | ایالات متحده آمریکا | ۱۹–۲۵ | ۲۱–۲۵ | ۲۵–۲۲ | ۱۹–۲۵ |      | ۸۴–۹۷ | P2 P3 |

#### نهایی
| تاریخ    | ساعت  |       | امتیاز |       | ست ۱  | ست ۲  | ست ۳  | ست ۴  | ست ۵ | مجموع | گزارش |
| -------- | ----- | ----- | ------ | ----- | ----- | ----- | ----- | ----- | ---- | ----- | ----- |
| ۱۵ ژوئیه | ۲۰:۰۷ | روسیه | ۱–۳    | برزیل | ۲۵–۱۸ | ۲۳–۲۵ | ۲۶–۲۸ | ۲۲–۲۵ |      | ۹۶–۹۶ | P2 P3 |

## رده‌بندی نهایی
| رتبه | تیم                 |
| ---- | ------------------- |
| 1    | برزیل               |
| 2    | روسیه               |
| 3    | ایالات متحده آمریکا |
| ۴    | لهستان              |
| ۵    | بلغارستان           |
| ۶    | فرانسه              |
| ۷    | کوبا                |
| ۷    | فنلاند              |
| ۹    | چین                 |
| ۹    | ایتالیا             |
| ۹    | صربستان             |
| ۹    | کرهٔ جنوبی           |
| ۱۳   | آرژانتین            |
| ۱۳   | کانادا              |
| ۱۳   | مصر                 |
| ۱۳   | ژاپن                |

| قهرمان لیگ جهانی ۲۰۰۷  |
| ---------------------- |
| · برزیل · هفتمین عنوان |

| فهرست تیم قهرمان (۱۲ نفر تیم برای دور نهایی) |
| مارسلو الگارتن، آندره هلر، ساموئل فوکس، جیبا، موریلو اندرس، آندره ناسیمنتو، سرجیو دوترا سانتوس، اندرسون رودریگز، گوستاوو اندرس، رودریگو سانتانا، ریکاردو گارسیا، دانته آمارال |
| سرمربی |
| برناردو رزنده |

## جوایز
| - باارزش‌ترین بازیکن: - ریکاردو گارسیا - بهترین امتیاز آورنده: - سیمیون پلتافسکی - بهترین اسپک زننده: - یوری برژکو - بهترین دفاع کننده: - گوستاوو اندرس | - بهترین سرویس زننده: - سیمیون پلتافسکی - بهترین پاسور: - پاول زاگومنی - بهترین لیبرو: - ریچارد لامبورن |